# Colegio Técnico Nacional de Asunción
El Colegio Técnico Nacional de Asunción (llamado comúnmente por sus siglas CTN) es un colegio público de nivel secundario, ubicado en el barrio Mariscal Estigarribia de la ciudad de Asunción, en Paraguay. El instituto es uno de los más emblemáticos de la ciudad y fue creado en el año 1980.

## Historia
El Colegio Técnico Nacional fue creado por el Ministerio de Educación y Cultura (hoy llamado Ministerio de Educación y Ciencias) bajo el Gobierno del dictador, General, Don Alfredo Stroessner (ANR), con el fin de formar profesionales técnicos que puedan acompañar con competencia y responsabilidad el avance tecnológico del país, la institución se creó exclusivamente a la enseñanza técnico profesional.
El primer día de clases fue el 8 de abril de 1980 en las 8 especialidades que ofrecía en ese entonces: Construcciones Civiles, Electricidad, Mecánica General, Electrónica, Mecánica Automotriz, Mecánica Diésel, Refrigeración y Química Industrial.
Hoy, el CTN sigue creciendo, teniendo 45 años de vida hasta hoy.

## Ubicación
El Colegio Técnico Nacional abrió sus puertas en el edificio que se encuentra ubicado en el barrio Mariscal Estigarribia en las calles R.I. 3 Corrales entre Dr. Hassler y Campos Cervera.
Junto con el Colegio Nacional José de San Martín ocupan toda una manzana entre las calles R.I. 3 Corrales, Dr. Hassler, R.I. 1 2 de Mayo, y Campos Cervera

## Especialidades
En la actualidad cuenta con una cantidad importante de estudiantes, en los turnos mañana y tarde, y se implementan 8 bachilleratos técnicos: 
- Construcciones Civiles
- Electricidad
- Electrónica
- Electromecánica
- Informática
- Mecánica General
- Mecánica Automotriz
- Química Industrial

## Actividades
El CTN realiza anualmente su tradicional EXPOTÉCNICA a finales de cada año lectivo, esta feria tiene como objetivo difundir el trabajo de los estudiantes, en los campos científico y tecnológico.